# Gleis 13/14 – Das Gedächtnis der Gleise

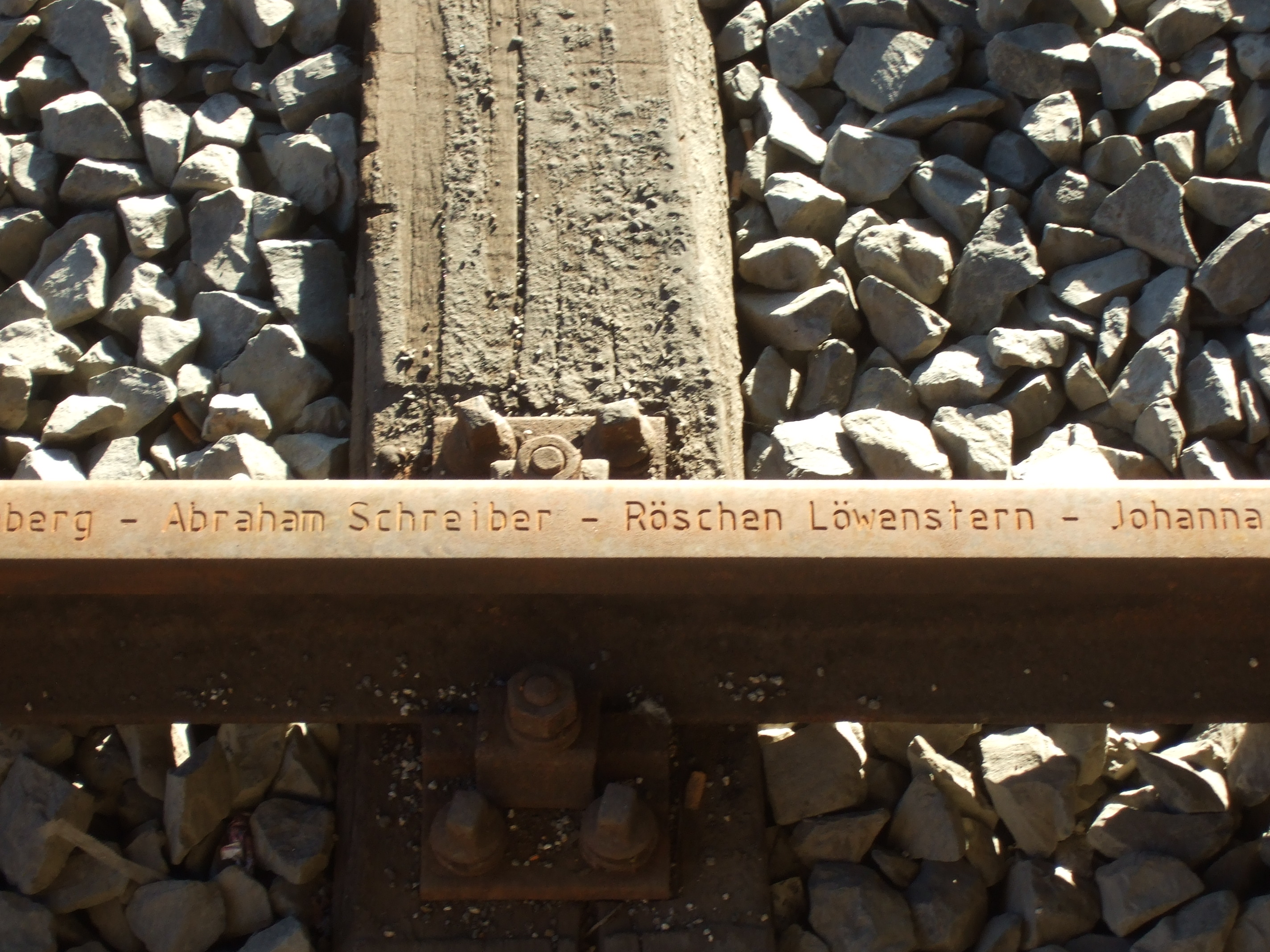

„Gleis 13/14 – Das Gedächtnis der Gleise“ ist eine Gedenkstätte und ein Kunstwerk im Hauptbahnhof Kassel. Die Gedenkstätte wurde durch den Künstler Horst Hoheisel entworfen und soll an die Deportation der Juden aus Kassel während des Nationalsozialismus erinnern. Auf den 120 Meter neuverlegten Gleisen des Bahnsteig 13 wurden die 1007 Namen von Kasseler Juden eingefräst und eine Gedenktafel wurde aufgestellt. Am 9. Dezember 2015, dem 74. Jahrestag des Beginns der Deportationen, wurde die Gedenkstätte eingeweiht.

## Hintergrund
In den Jahren 1941 und 1942 wurden von den heutigen Gleisen 13 und 14 jüdische Frauen, Männer und Kinder aus dem gesamten Regierungsbezirk Kassel in Ghettos und Konzentrationslager deportiert. In drei Zügen wurden von Kassel, dem zentralen Deportationsort für ein Gebiet, das bis nach Hanau reichte, Juden deportiert. Der erste Zug ging am 9. Dezember 1941 in das Ghetto Riga, wo die Deportierten Zwangsarbeit leisten mussten und die Arbeitunfähigen ermordet wurden. Die insgesamt 1024 Deportierten waren 475 Juden aus Kassel und weitere 549 aus 42 Städten und Gemeinden des Regierungsbezirks. Am 1. Juni 1942 fuhr ein zweiter Zug mit 509 Juden in das Konzentrations- und Vernichtungslager Lublin-Majdanek und das Vernichtungslager Sobibor. In diesem Zug befanden sich 87 Juden aus Kassel. In Chemnitz wurden noch weitere 500 Juden zugeladen und mit diesem Zug deportiert. In Majdanek wurden 98 arbeitsfähige Männer ausselektiert und die übrigen Deportierten wurden direkt in das Vernichtungslager Sobibor gefahren und am 3. Juni ermordet. Der dritte Zug mit 753 überwiegend älteren Juden wurde nach Theresienstadt geleitet, welches auch als Durchgangslager für andere Vernichtungslager diente. In diesem Zug befanden sich 323 Juden aus Kassel. Viele der gerade älteren Deportierten starben bereits während des Transportes an Unterernährung und Entkräftung. Eine der wenigen Überlebenden dieses Transportes war die spätere Kasseler Ehrenbürgerin Sara Nussbaum. Von den Juden, die ins Ghetto Riga transportiert wurden, überlebten insgesamt 137 und von den Deportierten nach Theresienstadt 54 Juden. Von den nach Majdanek und Sobibor deportierten Juden überlebte ein einziger.